# Novo Flamenco
New Flamenco ("Novo Flamenco") é sinônimo de Flamenco contemporâneo e é uma derivada moderna do flamenco tradicional. O estilo combina virtuosismos de violões flamencos com vários outros estilos. Jazz, Rumba, Bossa Nova, Gypsy, Latina, Celta, Middle Eastern, Rock, Swing Cubano, Tango e Salsa são estilos comumente fundidos à música por diferentes artistas para produzir o estilo New Flamenco.
Em meados dos anos 1950 e 1960 na Espanha o Flamenco tradicional perdeu lugar para o Rock-and-Roll. Artistas como Camarón de la Isla já naquele período trabalhavam inserindo esse novo som à música flamenco. No entanto, foi durante os anos 1980 que o avivamento realmente decolou, por artistas como Paco de Lucia, Pata Negra, e Ketama.   Esses artistas misturavam o flamenco também com outros estilos como Jazz e salsa. Embora fundido a outros estilos musicais, o New Flamenco é baseado no Flamenco clássico que os artistas cresceram ouvindo.  Outro artista, hoje amplamente associado com o renascimento flamenco é Ottmar Liebert. Seu album de 1990 , Nouveau Flamenco é considerado o que deu nome ao Flamenco moderno.

## Artistas de Flamenco Notáveis
Podem ser citados como os principais artistas de flamenco da autalidade, violonistas como Paco de Lucia, Tomatito, Vicente Amigo, Gerardo Nuñez, Juan Martín eNiño Josele, e cantores como Diego El Cigala, Duquende, Enrique Morente, e sua filha Estrella Morente.

### Violonistas de New Flamenco
Alguns destes violonistas obtiveram sucesso com grupos musicais ora reconhecidos como new flamenco ora como rumba flamenca.
- Alex Fox
- Antonio Cobo
- Armik
- Behzad (Behzad Aghabeigi)
- Benise (Roni Benise)
- Eric Hansen (guitarist)
- Govi
- Guido Luciani
- Jason McGuire (guitarist)
- Jesse Cook
- Johannes Linstead
- Jose Luis Encinas
- Kevin Laliberte
- Lara & Reyes (Sergio Lara and Joe Reyes)
- Lawson Rollins
- Luis Villegas
- Luna Blanca
- Miguel "Mito" de Soto
- Nino Mekouar
- Nocy
- NovaMenco
- Oscar Lopez
- Ottmar Liebert
- Pavlo (guitarist)
- Robert Michaels
- Shahin & Sepehr (Shahin Shahida and Sepehr Haddad)
- Strunz & Farah (Jorge Strunz and Ardeshir Farah)
- Wayne Wesley Johnson
- Willie and Lobo (Willie Royal and Wolfgang "Lobo" Fink)
- Young & Rollins (Dan Young and Lawson Rollins)

## References
1. 1 2  Lawrence Russell. «The New Flamenco». Consultado em 22 de janeiro de 2012
2. ↑  banffcentre.com. «Willie and Lobo The Reunion Tour». Consultado em 15 de janeiro de 2012. Arquivado do original em 9 de janeiro de 2011
3. ↑  Cathalena E. Burch, Arizona Daily Star. «Willie & Lobo bring flamenco blends to Plaza Palomino tonight». Consultado em 15 de janeiro de 2012
4. 1 2 3 4  Garvey, Geoff (2009). The Rough Guide to Andalucia. [S.l.]: Penguin. pp. 596–597. ISBN 9781848360372

### Information
- Good history of Flamenco, from beginnings to the new.
- The origins of new flamenco
- New flamenco in the 1980s
- Talks about qualities of New Flamenco and some of its artists.
- Discussion of "Gypsy Music", which includes artists central to new flamenco.

### Artists
- Alex Fox official website
- Antonio Cobo's Catalog - Record label Alcione Music Entertainment official website
- Armik official website
- Behzad (Behzad Aghabeigi) official website
- Benise (Roni Benise) official website
- Brent Gunter official website
- Daveed official website
- Eric Hansen official website
- Gipsy Kings official website
- Govi official website
- Jason McGuire official website
- Jesse Cook official website
- Johannes Linstead official website
- Jose Luis Encinas official website
- Kevin Laliberte official website
- Lawson Rollins official website
- Luis Villegas official website
- Nino Mekouar official website
- Nocy official website
- NovaMenco official website
- Oscar Lopez official website
- Ottmar Liebert official website
- Paco De Lucia official website
- Pavlo official website
- Robert Michaels official website
- Rod Mobasher official website
- Santos (Santos Bonacci) official website
- Strunz & Farah (Jorge Strunz and Ardeshir Farah) official website
- Tomatito official website
- Vincente Amigo official website
- Wayne Wesley Johnson official website
- Willie and Lobo (Willie Royal and Wolfgang "Lobo" Fink) official website
- Young & Rollins (Dan Young and Lawson Rollins) official website